# Berta zygophyxia
Berta zygophyxia är en fjärilsart som beskrevs av Louis Beethoven Prout 1912. Berta zygophyxia ingår i släktet Berta och familjen mätare. Inga underarter finns listade i Catalogue of Life.